# Хевенер (Оклахома)
Хевенер (енгл. Heavener) град је у америчкој савезној држави Оклахома.

## Демографија
По попису из 2010. године број становника је 3.414, што је 213 (6,7%) становника више него 2000. године.
| Група             | 2000.         | 2010.         |
| Белци             | 2.008 (62,7%) | 1.565 (45,8%) |
| Афроамериканци    | 20 (0,6%)     | 6 (0,2%)      |
| Азијати           | 5 (0,2%)      | 6 (0,2%)      |
| Хиспаноамериканци | 721 (22,5%)   | 1.410 (41,3%) |
| Укупно            | 3.201         | 3.414         |